# Virgen de Jan Vos

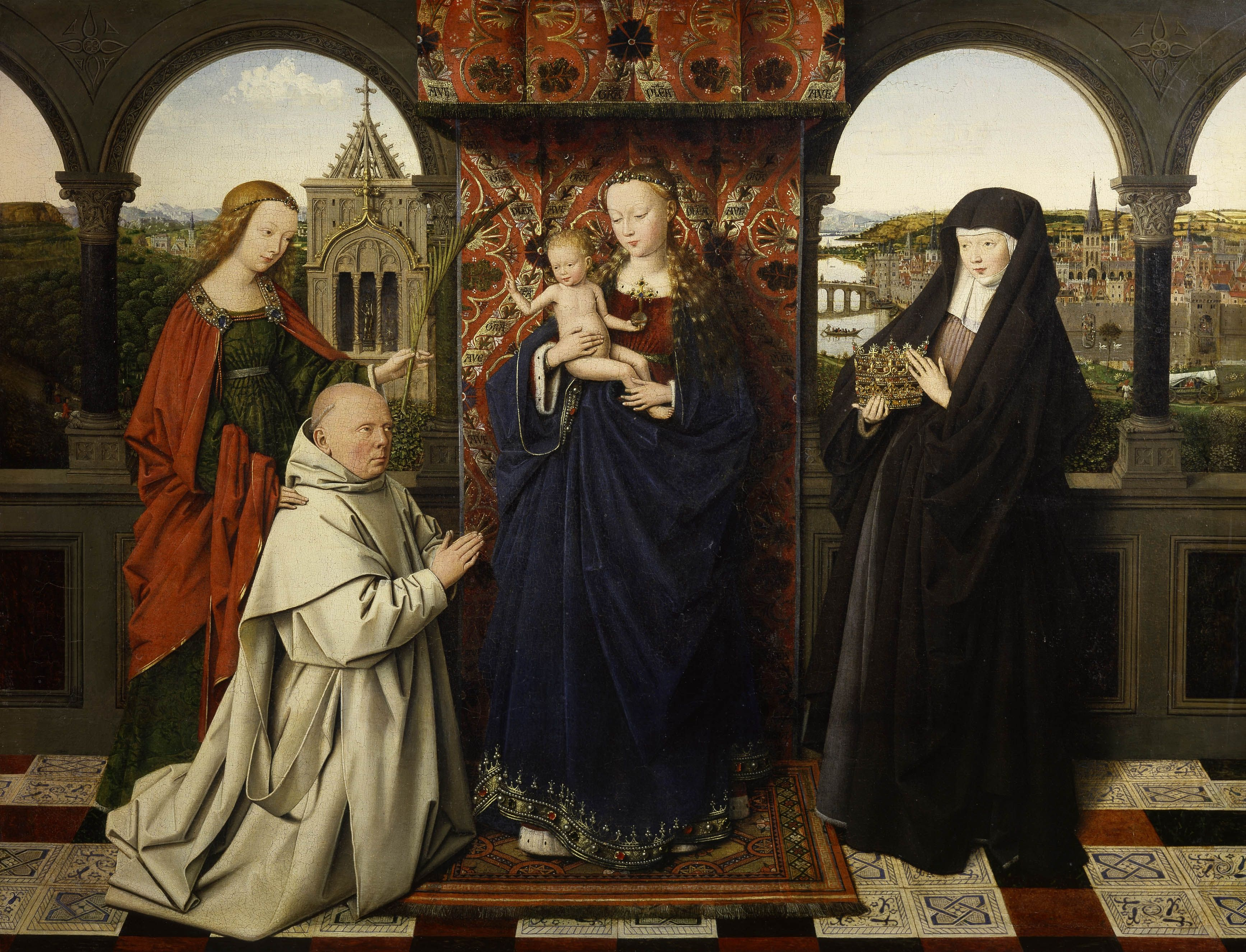
Virgen con el Niño, santas y donante, 47,3 centímetros × 61,3 cm, principios de 1440. Colección Frick, Nueva York. De izquierda a derecha: Santa Bárbara, Jan Vos, Virgen con el Niño, Santa Isabel de Hungría.

La Virgen de Jan Vos (también conocida como Virgen con el Niño, santas y donante) es una pequeña pintura al óleo iniciada por el artista flamenco Jan van Eyck c. 1441 y terminada en su taller tras su muerte en 1442. Dado que murió durante el período de su finalización, generalmente se considera su última obra.
El panel fue encargado por Jan Vos, quien, en marzo de 1441, asumió el cargo de prior de un monasterio cartujo cerca de Brujas, la fecha más temprana en la que pudo haber encargado la obra a van Eyck.  Los historiadores del arte generalmente coinciden en que el artista es responsable de pintar la Virgen con el Niño central y de concebir el diseño general, mientras que las figuras auxiliares y los detalles del fondo se completaron c. 1443 por un miembro de su taller que tomó prestados libremente elementos de pinturas anteriores de Van Eyck. Fue adquirido en 1954 por el museo Frick, de Nueva York. 

## Descripción

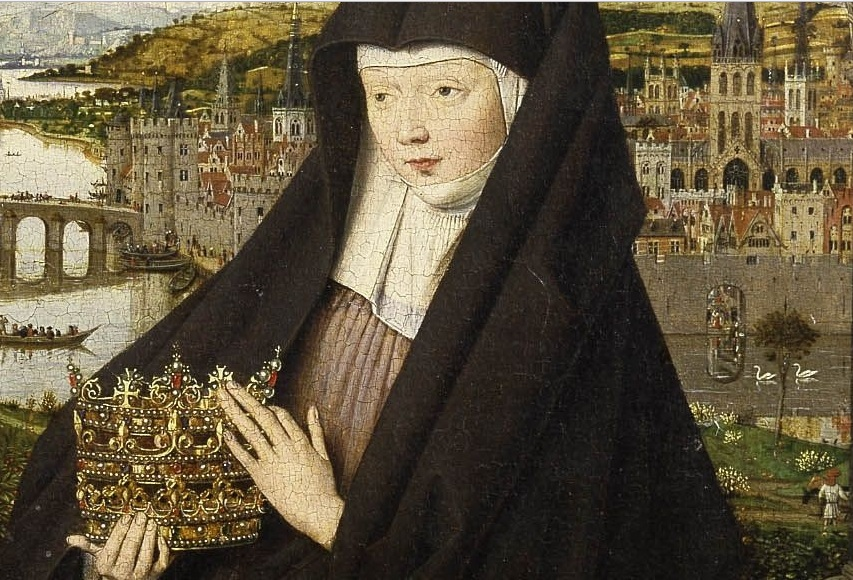
Detalle que muestra a santa Isabel y el paisaje urbano con cisnes en el río, barcazas, un carromato en el camino y multitudes en las puertas de la ciudad y el puente.

María se alza majestuosa, sosteniendo al Niño, de pie sobre una alfombra oriental y ante un precioso dosel brocado. Flanqueándola están a la izquierda santa Bárbara, sujetando la palma del martirio, ante una torre gótica más allá de la balaustrada simbolizando en la que estuvo prisionera, y a la derecha santa Isabel de Hungría vestida con hábito de monja, con la magnífica corona una sobre otra en la mano simbolizando a la que renunció para tomarlo y presentado por Bárbara el donante Jan Vos (m. 1462), representado como un monje cartujo arrodillado en oración que recibe la bendición del Niño. A través de la ventana de la torre de Bárbara se puede ver una estatua del dios Marte, una alusión a los soldados de que era patrona. 
La pose y el modelado de Vos se parecen mucho a los donantes en los retratos de van Eyck de Nicolas Rolin en la Virgen del canciller Rolin y de Joris van der Paele en La Virgen del canónigo Van der Paele. Este hecho, y la similitud del naturalista y detallado paisaje con el de varias obras anteriores, ha llevado a un consenso general entre los historiadores del arte de que algunos aspectos del panel son un pastiche de motivos de Van Eyck y que la pintura fue terminada por un talentoso miembro del taller. La evidencia sugiere que los pasajes de la mano de van Eyck giran principalmente en torno a la Virgen y el Niño centrales. 
Las figuras están situadas en una logia delimitada por una serie de arcadas, y ante un paisaje expansivo y muy eyckiano.  Las inscripciones pintadas entretejidas en el dosel dicen AVE GRA[TIA] PLE[N]A (Ave María llena eres de gracia). Los historiadores del arte han intentado identificar tanto la ciudad como la catedral, pero como ocurre con la mayoría de los antecedentes de van Eyck, probablemente sean imaginarios, una combinación debida a la noción del maestro de la ciudad ideal. 

## Virgen de Exeter

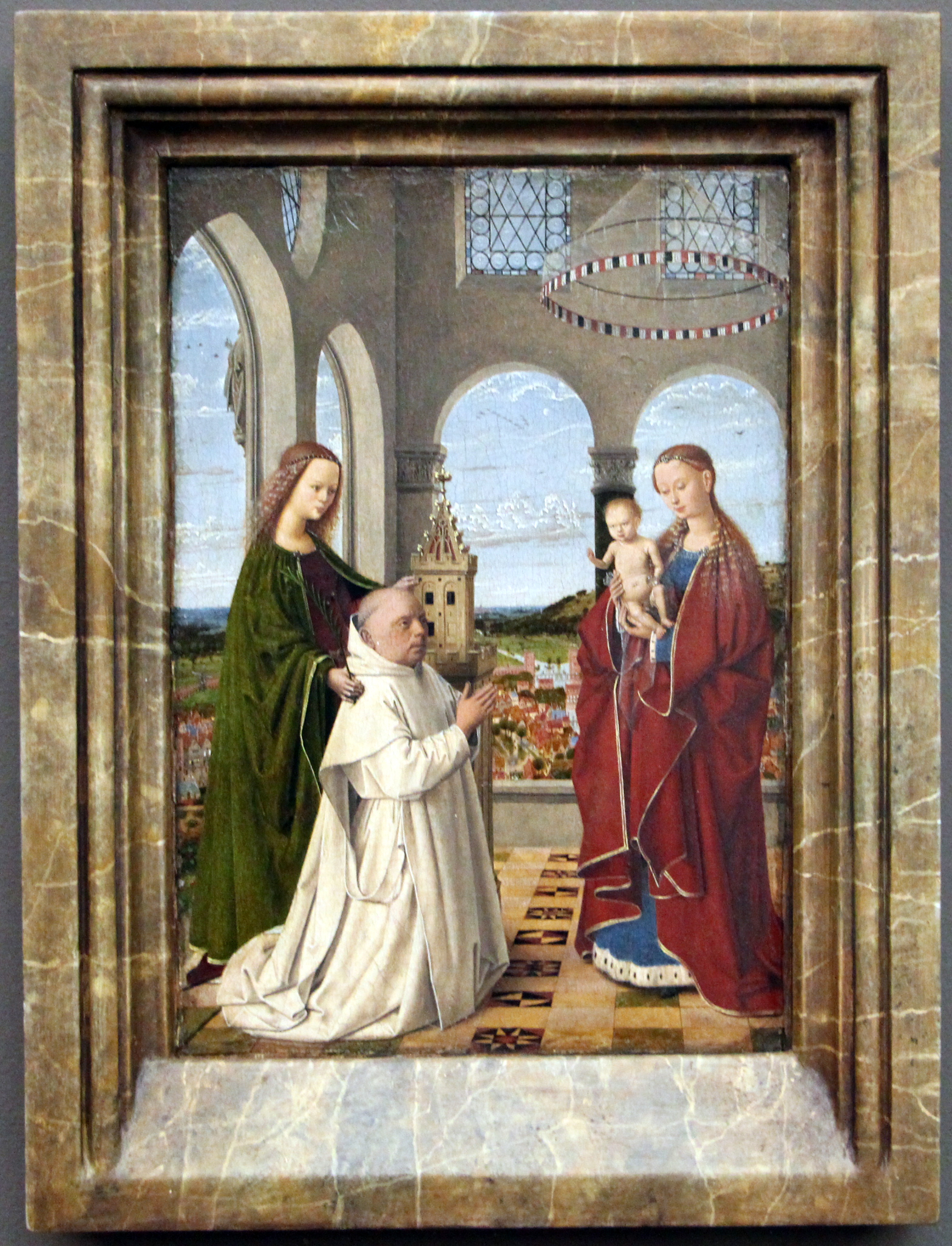
La Virgen de Exeter, Petrus Christus, c 1450. Gemäldegalerie, Berlín.

La Virgen de Exeter de Petrus Christus fue encargada después de 1450, cuando el taller de van Eyck había dejado de funcionar. El panel de Christus puede verse como una reinterpretación más que una copia cercana del de van Eyck, de quien también toma prestado de su perdida Virgen de Nicolas van Maelbeke. 

## En la literatura
Se hace referencia a la pintura en la novela histórica de 1946 de Margaret Campbell Barnes, My Lady of Cleves. Como se muestra en el libro, aproximadamente un siglo después de ser pintado, el pintor Hans Holbein y Ana de Cléveris, que está a punto de convertirse en reina de Inglaterra, analizan el cuadro y sus méritos artísticos.